# Loeiz Ropars
Louis Ropars, dit Loeiz Ropars, est un chanteur traditionnel breton né le 2 février 1921 à Poullaouen et mort le 3 novembre 2007 à Quimper. Pendant plus de 50 ans, il fut animateur de festoù noz, moniteur de danses et sonneur, en plus de sa carrière d'enseignant. Il est l'un des artisans essentiels du renouveau des festoù noz en Bretagne et « passeur de mémoire » avec les chants de kan ha diskan. Il est à l'origine de la création du cercle celtique et du bagad de Quimper.
Il a chanté avec Catherine Guern (née en 1874), Pierre Huiban, Roger Le Béon, François Ménez, François-Louis Gall, Ernest Hourman, Pierre-Jean Motreff…

## Biographie
Louis Ropars naît à Poullaouen, dans le Finistère, dans un milieu paysan où les chants et les danses populaires sont importants. En effet, habitant devant l’église de Poullaouen, il entend la musique bretonne interprétée à la bombarde et au biniou, voire au treujenn-gaol, lors des mariages. N'étant pas issu d'une famille de chanteurs, il découvre véritablement le chant à danser à sept ans ; au terme d'une journée de battage chez son grand-père, il assiste à une gavotte chantée depuis son lit clos, qui le marque durablement.
Il fait des études universitaires à Rennes et devient professeur de lettres, de français, de grec et de latin, ainsi que de breton dès qu'il le pouvait. Étudiant en Haute Bretagne, il prend conscience de l'originalité de la culture populaire de Basse Bretagne et souhaite préserver et diffuser cet héritage. Dès 1939, il a l'idée avec son ami Pierre Huiban de relancer les veillées chantées et dansées. Il se met au chant à danser en compagnie de celui-ci, puis avec François Menez, un cousin éloigné, lorsque les festoù-noz reprennent spontanément de la vigueur dans les campagnes bretonnes sous l'Occupation. Au sortir de la guerre, il se lie d'amitié avec Roger Le Béon, un carabin qui devient son compère en kan ha diskan, se faisait entendre notamment au Bleun Brug de Locronan en 1949. Roger devant quitter la Bretagne pour ses études de médecine, ce couple de chanteurs prometteur est rompu. Loeiz s'installe définitivement à Quimper à partir de 1946. Il enseigne en divers établissements quimpérois, collèges et lycées publics, au centre littéraire, à l'École normale et à la Chambre de commerce.
En 1949, il est un des fondateurs, avec Ronan Cadiou, Jean Lédan, Jos Le Corre et Pierre Kerbourc’h, de la Kevrenn C’hlazig qui allait devenir par la suite le bagad Kemper. Premier président du bagad, il avait appris la bombarde et le biniou de façon empirique, auprès de sonneurs traditionnels, dont le fameux Léon Bras de Carhaix. Il apprend à Ronan Cadiou, l'un des créateurs du bagad, la cornemuse, des airs et des danses. Il est aussi un des fondateurs du Cercle celtique de Quimper. Il participe le 15 octobre 1950 à la naissance de la confédération Kendalc'h, avec Pierre Mocaër comme premier président et Polig Monjarret secrétaire général. Il sera responsable de Kevrenn ar Yez, prononçant nombre de conférences.
Au début des années 1950, avec Albert Trévidic, il relance l'engouement pour les festoù-noz. Il organise son premier fest-noz à Poullaouen le 26 décembre 1954 en présence des techniciens de Mouez Breiz (label quimpérois) et de Radio Rennes. Pour relancer le kan ha diskan, il dédie la journée au "chant alterné" comme annoncé sur l'affiche, en organisant des concours de chants. D'autres manifestations analogues suivront, se déplaçant successivement à Spézet, Châteauneuf-du-Faou et Gourin où a lieu la dernière en 1959.
En 1957 à Quimper, il organise le premier « bal breton », après avoir testé la formule au lycée de Quimper où il enseignait pour permettre aux élèves de pratiquer les principales danses. Il créa également à Quimper le fest-noz des Fêtes de Cornouaille et a été l’élément moteur principal de la relance des festoù-noz en Cornouaille dans les années 1950 puis de leur extraordinaire expansion dans toute la Bretagne. Il fonde l’association Al Leur Nevez (l’aire nouvelle) en 1964, avec laquelle il œuvre en faveur du breton populaire, en organisant des stages de breton et produit une dizaine de disques, à commencer par le triptyque formé par Fest-noz war ar mêz, Compagnons de festoù-noz et Deut da zañsal.
Passionné de culture bretonne, membre de l'association Emgleo Breiz, il a enseigné pendant de nombreuses années la langue bretonne ainsi que la danse et le chant traditionnels (le kan ha diskan, en particulier). Il fut également producteur de disques ; il produit le tout premier disque de kan ha diskan avec le cercle de Poullaouen, enregistré à la Mutualité à Paris en 1956, 33 tours qui reçut un Grand Prix du disque. Pour lutter contre le fléau que cause le remembrement imposé aux campagnes bretonnes et au paysage constitutif de l'identité du pays, il fonde l'association Le Terroir breton.
Il est décoré en 1995 de l'ordre de l'Hermine. Il a diffusé son chant de fest-noz dans la diaspora bretonne en France et dans le monde entier, comme en Californie à Palo Alto en 2001, à Pékin en 2005, à Tokyo et New York en 2006. Il décède à l'âge de 86 ans le 3 novembre 2007 à Quimper.
Son fils Erwan Ropars, décédé en 2015, est considéré comme un expert de la cornemuse en Bretagne et en Écosse, penn-soner du Bagad Kemper pendant 25 ans et fondateur du Bagad Kerne. Ses petits-enfants, Mona et Steven, sont également sonneurs (Bagad Moulin-Vert, Bagad Kerne, Bagad Brieg)

## Discographie

### 45 tours
- Fest-noz war ar mêz, 1965, Mouez Breiz
- Compagnons de festoù-noz, Mouez Breiz
- Deut da zañsal, Mouez Breiz
- Kan an diskan, avec Catherine Guern, Mouez Breiz [15]
- Gavotte de Poullaouen, avec Marcel, Mouez Breiz
- Gavotte de l'Aven, Mouez Breiz

### 33 tours et CDs
- Beva 'n eur gana – Rimodell ha kanaouenn, 1985 (33 tours ; coédition Al Leur Nevez / Brud Nevez / Skol-uhel ar Vro ; référence : ALN 484)
- Kan ha diskan, 1992, avec Kanerien-Dañserien Poullaouen (33 tours Gavotte de Poullaouen, 1956)
- Kan ba'n dañs, 2002, avec Kanerion Pleuigner
- A-bouez penn, avec Pierre-Jean Motreff
- Pemp war'n ugent
- 50 ans de kan ha diskan avec Loeiz Ropars, Coop Breizh, 2007 (présentation en ligne), 2 CD, livret de 78 pages (photos, paroles en breton traduites en français), Prix Spécial du Jury Produit en Bretagne 2008
- Paotr ar festou-noz - Le rénovateur du fest-noz, 2011, Emgleo Breiz

### Sources
- Alain Croix (codirection) et Jean-Yves Veillard (codirection), Dictionnaire du patrimoine breton, Rennes, éd. Apogée, septembre 2001, 2e éd. (1re éd. 2000), 1 112 (ISBN 2-84398-099-2)
- Dominique Le Guichaoua, « Loeiz Ropars », Trad Magazine, no 117,‎ janvier-février 2008 et « Hommage à un esprit libre » par Yvon Guilcher
- « Adieu Loeiz Ropars », Le Télégramme,‎ 4 novembre 2007 (lire en ligne)
- Armel Morgant, « Kenavo Loeiz Ropars ! », Armen, no 163,‎ mars-avril 2008, p. 60-61
- Bernard Le Tellier, « Rénovateur des festoù-noz, Loeiz Ropars nous a quittés samedi », sur agencebretagnepresse.com, Agence Bretagne Presse, 4 novembre 2007 (consulté le 16 octobre 2012)